# Клутье, Жорж
Жорж Клутье (фр. George Cloutier; 16 июля 1876 — 20 апреля 1946) — канадский игрок в лакросс, чемпион летних Олимпийских игр 1904.
На Играх 1904 в Сент-Луисе Клутье входил в состав первой сборной Канады. Его команда выиграла у команды США и сразу же заняла первое место, выиграв золотые медали.